# Epitome (zespół muzyczny)
EPITOME – polska grupa muzyczna powstała w 1992 roku w Rzeszowie. Ich pierwsze dokonania muzyczne zaliczone zostały do nurtu stylu muzycznego grindcore, jednak sami muzycy podkreślają, że styl ten nigdy nie oddawał w pełni czym tak naprawdę jest muzyka Epitome, dlatego też określają swoją twórczość mianem Pathological Sound Formula, odcinając się tym samym od klasycznej sceny grindcore.

## Muzycy
Obecny skład:
- Rafał Grabek "Kiszka" - gitara basowa, wokale
- Dyvan - wokal
- M4ody - gitara
- Rafał Chruścicki - perkusja

Byli członkowie grupy:
- Lucjan "Lucek" Sroka - perkusja
- Robert "Stunka" Stuligłowa - bass
- Gabriel Kunay - wokal
- Tomasz Drabik - perkusja
- Karol "Ulcer" Cieślik - wokal
- Łukasz "Vaginathor" Gliński - wokal
- Maciek "Sadlah" Mec - gitara
- Maciej Surowiec "Surovy" - perkusja
- Michał "Misiek"  Rembisz - gitara
- Grzegorz Pałys "Pala" - gitara
- Konstantyn Pererwa "Kostek" - wokal
- Dominik "Domin" Prykiel (live)
- Grzegorz Kogut - gitara
- Marek "Kula" Kulawski - gitara
- Damian Jaworski - bębny

## Dyskografia

### Albumy studyjne
- SupeROTic Performance -  2003
- SupeROTic Experience -  2009
- e-ROT.icon -  2011
- TheoROTical - 2014 (Cadaver Prod. edycja meksykańska)
- TheoROTical - 2015 (reedycja europejska)
- ROTend - 2022 (Deformeathing Productions)

### Dema
- Engulf the Decrepitude - 1994
- Autoe'ROT'icism - 1998

### Splity
- Epitome / Mesrine - 2006